# حدائق الملك عبد الله
حدائق الملك عبد الله تقع حدائق الملك عبد الله الأول في الشميساني شارع وادي صقرة، وهي مدينة ترفيهية انشأت في ثمانينات القرن المنصرم، يوجد فيها العديد من الألعاب الترفيهية والكبيرة ويوجد ألعاب ترفيهية للصغار أيضاً ومن مرافقها :
- يوجد العديد من المقاهي والمطاعم
- ويوجد فيها ألعاب ترفيهية مثل : الجبل الروسي، القلابات، السلاسل، غرف الأشباح، السفينة، العروس وغيرها الكثير من الألعاب الترفيهية والخطرة.
- يوجد ساحة كبيرة للتزلج

حدائق الملك عبد الله مدينة ترفيهية مكشوفة تسمى لونا، يوجد فيها مدينة ألعاب ترفيهية مغطاة وفيها العديد من الألعاب والمرفقات.